# Samuele Romanini
Samuele Romanini (San Secondo Parmense, 22 settembre 1976) è un bobbista italiano.

## Biografia
Viene ricordato come vincitore di una medaglia di bronzo nella sua disciplina, vittoria avvenuta ai campionati mondiali del 2007 (edizione tenutasi a St. Moritz, Svizzera) insieme al connazionale Simone Bertazzo.
Nell'edizione l'oro andò alla Germania, mentre l'argento andò alla Svizzera.
Partecipò a tre edizioni dei Giochi olimpici invernali: a Torino 2006 fu tredicesimo nel bob a due e dodicesimo a quattro, a Vancouver 2010 si piazzò al nono posto nel bob a quattro e a Soči 2014 concluse la gara a quattro in sedicesima posizione.

## Palmarès

### Mondiali
- 1 medaglia:
  - 1 bronzo (bob a due a Sankt Moritz 2007).

### Coppa del Mondo
- 2 podi (nel bob a due):
  - 1 vittoria;
  - 1 terzo posto.

#### Coppa del Mondo - vittorie
| Data            | Luogo           | Paese  | Disciplina                         |
| --------------- | --------------- | ------ | ---------------------------------- |
| 18 gennaio 2008 | Cesana Torinese | Italia | a due con Simone Bertazzo (pilota) |